# Demetrios (Sohn des Althaimenes)
Demetrios (altgriechisch Δημήτριος; † wohl 325 v. Chr.), Sohn des Althaimenes, war ein makedonischer Reitergeneral und Gefährte (hetairos) Alexanders des Großen im 4. vorchristlichen Jahrhundert.
Während des Eroberungsfeldzuges in Asien wird Demetrios erstmals in der Schlacht von Gaugamela 331 v. Chr. als Befehlshaber (ilarchos) einer der acht Schwadronen der Hetairenreiterei genannt. Möglicherweise hatte er diese Position schon von Beginn des Feldzugs 334 v. Chr. inne und kämpfte dabei folglich auch in den Schlachten am Granikos (334 v. Chr.) und Issos (333 v. Chr.). Im weiteren Verlauf stieg er zum Befehlshaber einer der vier Hipparchien (hipparchos) der Hetairenreiter auf und zeichnete sich in dieser Funktion bei den Kämpfen im Swat-Tal und bei der Einnahme der Stadt Ora (bei Saidu Sharif, Pakistan) in den Jahren 327–326 v. Chr. aus. In der Schlacht am Hydaspes führte Demetrios seine Hipparchie mit der des Koinos zum kampfentscheidenden Stoß in den Rücken des indischen Heers des Poros. Letztmals wird er zu Beginn der Indusfahrt gegen die Maller zur Jahreswende 326/5 v. Chr. im Einsatz genannt. Vermutlich ist Demetrios kurz darauf gestorben.